# Йеккенбах
Йеккенбах (нем. Jeckenbach) — община в Германии, в земле Рейнланд-Пфальц. 
Входит в состав района Бад-Кройцнах. Подчиняется управлению Майзенхайм.  Население составляет 256 человек (на 31 декабря 2010 года). Занимает площадь 6,28 км².